# Patrik Vajda
Patrik Vajda (Banská Bystrica, 20 marzo 1989) è un calciatore slovacco, difensore del Dukla B.B..

## Biografia
Cresciuto fin da piccolo nel settore giovanile del Dukla B.B., viene promosso in prima squadra nel 2009. Rimase per 6 stagioni e riuscì a raggiungere le 100 presenze.
Nel luglio del 2015 si trasferì al Podbrezová, dove restò 2 anni.
Nel 2018 è tornato al Dukla B.B..